# 321P/SOHO
321P/SOHO è una cometa periodica appartenente alla famiglia delle comete gioviane, è anche una delle comete periodiche SOHO, un gruppo costituito da comete scoperte dalla sonda SOHO.

## Scoperta e storia osservativa
Questa cometa ha avuto una travagliata storia di scoperte ed una altrettanto travagliata storia osservativa.
Il 5 luglio 2002, Rainer Kracht, un astrofilo tedesco, sulla base d'immagini d'archivio, annuncia la scoperta di una cometa ripresa il 18 febbraio 2001 dallo strumento C2 della SOHO, questa cometa fu confermata preliminarmente l'11 luglio 2002 e contestualmente denominata SOHO-478 (le comete scoperte nelle immagini riprese dalla sonda Soho, come parimenti da altre sonde portano, per convenzione, il nome della sonda non dei reali scopritori). Il 20 luglio 2002 veniva dato l'annuncio ufficiale della sua scoperta con la denominazione C/2001 D1 (SOHO). Questa scoperta è quindi relativa al passaggio al perielio del 2001, la scoperta è stata quindi fatta oltre un anno dopo dal passaggio del perielio ed alla contestuale ripresa delle immagini.
L'8 dicembre 2004 sempre Kracht annuncia la scoperta di una cometa ripresa dalla SOHO il 7 dicembre 2004 con lo strumento C2, il 9 dicembre 2004 viene confermata preliminarmente e denominata SOHO-879, il 14 gennaio 2005 viene dato l'annuncio ufficiale dalla scoperta assieme alla denominazione ufficiale, C/2004 X7 (SOHO).
Il 18 settembre 2008 ancora Kracht annuncia la scoperta di una cometa nelle immagini C2 del 17 e 18 settembre 2008, il 24 settembre 2008 viene confermata preliminarmente e designata come SOHO-1532.
A questo punto inizia una frenetica attività di calcoli, annunci e pubblicazioni degli stessi tipica dei momenti in cui maturano ricerche e scoperte che hanno impiegato anni a fermentare.
Kracht, che detiene il record assoluto di scoperta di comete di tutti i tempi, oltre 250, probabilmente anche sulla base del precedente della scoperta della prima cometa periodica SOHO, la 322P/SOHO, avvenuta l'anno prima da parte di un altro astrofilo tedesco, Sebastian Florian Hönig, comincia a pensare seriamente che queste comete siano un unico corpo celeste e ne parla a Brian Geoffrey Marsden, uno dei massimi esperti mondiali nel campo del calcolo delle orbite cometarie, se non il massimo esperto, che comincia a collaborare con lui nei complessi calcoli necessari a collegare le posizioni di queste comete in un'unica orbita. Il 27 settembre 2008 viene annunciata ufficialmente con la designazione ufficiale di C/2008 S2 (SOHO) contestualmente vengono cambiate le posizioni della cometa C/2001 D1 (SOHO) e dato l'annuncio che le tre comete (C/2001 D1 (SOHO), C/2004 X7 (SOHO) e C/2008 S2 (SOHO)) sono correlate tra loro, lo stesso giorno esce una circolare del CBAT, diretto da Marsden in cui viene annunciato ufficialmente che le tre comete sono un'unica cometa. Il 30 settembre 2008 Syuichi Nakano pubblica una delle sue circolari in cui formula le effemeridi per il successivo passaggio del 2012. Lo stesso giorno esce una circolare del CBAT con nuovi dati sui passaggi del 2001 e 2008 di questa cometa.
Il 26 aprile 2009 viene pubblicata la scoperta di C/1997 J6 (SOHO), nei fatti prescoperta relativa al passaggio al perielio del 1997 della cometa all'origine delle tre comete precedenti. La scoperta è stata fatta da Kracht sulle immagini riprese il 1º maggio 2007 dallo strumento C2 della SOHO.
A questo punto è solo una questione di tempo prima che la cometa sia nuovamente scoperta, infatti Kracht la riscopre nelle immagini del C2 della SOHO riprese il 30 giugno 2012, come già previsto da Nakano nella sua circolare del 2008.
Solo il 16 maggio 2015 questi dati saranno resi pubblici quando la sua periodicità è stata accettata ufficialmente, la cometa per tale passaggio è stata denominata ufficialmente P/2012 M2 (SOHO). Pochi giorni dopo, il 2 giugno 2015 è stata ufficialmente e definitivamente denominata 321P/SOHO.
In previsione del perielio del 2016, avvenuto il 10 aprile, sia Alan Hale, uno dei due scopritori della celeberrima cometa C/1995 O1 Hale-Bopp, sia Kracht hanno calcolato che il 13 marzo 2016 transitasse a sole 0,161 UA, pari a circa 24 milioni di km, dalla Terra.